# Jambi (ciudad)
Jambi es una ciudad de Indonesia, en la isla de Sumatra. Es la capital de la provincia de Jambi. La ciudad es un puerto fluvial sobre el río Batang Hari y un centro de producción de aceite, madera y caucho. Está situada a 26 kilómetros de las ruinas de Muaro Jambi, una ciudad importante en el antiguo reino Srivijaya. 
La ciudad está dividida en 8 distritos (kecamatan):
- Danau Teluk
- Jambi Selatan
- Jambi Timur
- Jelutung
- Kota Baru
- Pasar Jambi
- Pelayangan
- Telanaipura

## Lugares de interés
Entre los lugares más representativos de la ciudad destaca el Templo Candi Gumpung, el Museo Negeri de la provincia de Jambi y la estatua Arca Bhairawa, erigida en honor del noble Adityavarman que llegó a controlar la ciudad.
- Datos: Q7578
- Multimedia: Jambi City / Q7578